# Batavia (Iowa)
Pour les articles homonymes, voir Batavia.
Batavia est une ville du  comté de Jefferson, en Iowa, aux États-Unis. Elle est incorporée le 6 janvier 1868.

## Source de la traduction
- (en) Cet article est partiellement ou en totalité issu de l’article de Wikipédia en anglais intitulé « Batavia, Iowa » (voir la liste des auteurs).